# 면도 (래퍼)
면도(영어: MyunDo, 본명: 임현도, 1994년 8월 4일 ~ )는 대한민국의 래퍼이다.
2019년 1월 21일에 굿 라이프 크루의 해체가 발표됨에 따라서 자신의 레이블인 B.A.D를 설립하였다.

## 학력
- 영훈초등학교 졸업
- 동성중학교 졸업
- 대일외국어고등학교 졸업
- 조지 워싱턴 대학교 입학 취소

## 음반 목록
- 《Swaggers Made In USA》 (2016년)
- 《야망의 냄새》 (2016년)
- 《Y》 (2016년)
- 《LEGO》 (2016년)
- 《RGB pt.(255,0,0)》 (2017년 2월 14일)
- 《RGB pt.(0,255,0)》 (2017년 2월 28일)
- <<RGB pt.(0,0,0)>> (2017년 8월 13일)
- 《Look At It》 (2017년)
- <rockstar with no guitar> (2018년>

## 출연 작품

### 텔레비전 프로그램
- 《Show Me The Money 4》 (2015) - 참가자
- 《Swaggers Made In USA》 (2016)
- 《Show Me The Money 5》 (2016) - 참가자
- 《Show Me The Money 6》 (2017) - 참가자
- 《고양이를 부탁해》 (2019) - 고양이에 대한 고민 관련 사연 신청, 시즌 4에서는 패널로 출연